# Aventuras en la ciudad de los dinosaurios
Adventures in Dinosaur City es una película familiar rodada en 1991, dirigida por Brett Thompson.

## Argumento
Timmy, Janie y Mick son tres adolescentes locos por cualquier cosa relacionada con los dinosaurios.
Una mañana, los padres de Timmy, ambos científicos, llevan a cabo un experimento en su laboratorio; viaje de ida y vuelta de una naranja a otra dimensión. Los hijos verán entonces grandes posibilidades en el nuevo experimento de sus padres, ya que a ellos les gustaría viajar a una época en que los dinosaurios dominaban la tierra.

## Reparto
- Omri Katz como Timmy
- Shawn Hoffman como Mick
- Tiffanie Poston como Jamie
- Pete Koch como Link
- Megan Hughes como Missy
- Kimberly Beck como Chanteuse
- Irwin Keyes como Guardia #1
- Barney Burman como Guardia #2
- David Winter como Guardia #3
- Jeffrey Asch como Bigfoot
- Sebastian Massa como Bear
- Mimi Maynard como Dana
- Steven Anderson como Gil
- Kevin Thompson como Sr. Small

### Voces
- Patrick Labyorteaux como Rex, Mr. Big
- David Jolliffe como Tops
- Rob Sherwood como Forry
- Spike Miller como Bartender
- Paul Eiding como King

### Trajes
- Tony Doyle como Rex
- Marc Martorana como Tops
- Don Barnes como King
- R. A. Mihailoff como Mr. Big

## Videojuego
La consola Super Nintendo (SNES), cuenta con un juego basado en la película, titulado DinoCity.

## Posible Lanzamiento en DVD
La película nunca ha sido puesto en libertad el DVD y el 28 de enero de 2010, Lions Gate, aún no ha anunciado planes para un lanzamiento en DVD de la película.